# Ferrari 159 C
La 159 C è un'autovettura da competizione prodotta dalla Ferrari nel 1947.

## Il contesto
Il modello derivava dalla 159 S, che fu un'autovettura costruita dalla Ferrari in due esemplari nello stesso anno di produzione della “159 C”. La “159 C” montava un motore che fu progettato da Gioachino Colombo; questo propulsore originariamente aveva una cilindrata inferiore (circa 1,5 L) ed era installato sulla 125 S e sulla 125 C. Per il motore iniziò quindi uno sviluppo che lo portò gradualmente a cilindrate sempre maggiori; la prima cilindrata ottenuta fu di 2 L, e questa prima evoluzione venne installata sulla “159 S”. Il propulsore venne ulteriormente modificato e questo sviluppo fu montato sulla “159 C”; i cambiamenti furono operati sulle misure della corsa e dell'alesaggio (che diminuirono leggermente la cilindrata), sul rapporto di compressione (che passò da 6,8:1 a 8,5:1) e sull'alimentazione (ora a tre carburatori, contro il carburatore singolo della 159 S). Ciò portò all'aumento della potenza erogata, che passò da 90 CV a 120 CV.
La sigla numerica nel nome del modello era collegata alle caratteristiche del motore; più precisamente richiamava la cilindrata unitaria, cioè quella relativa ad un solo cilindro, che era circa di 159 cm³.

## Le competizioni

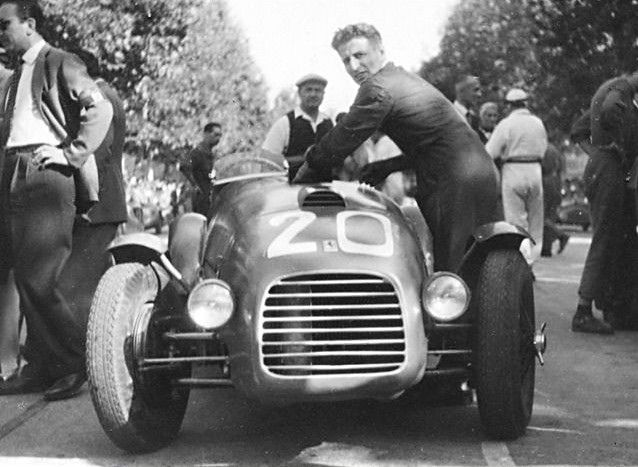
La Ferrari 159 C di Franco Cortese

La gara più importante a cui prese parte la 159 C fu disputata a Modena e si concluse col ritiro del pilota Franco Cortese. 
Altra importante competizione fu il Gran Premio del Valentino 1947 svoltasi a Torino, il pilota fu Raymond Sommer.

## Caratteristiche tecniche
Il motore era un V12 a 60° anteriore e longitudinale. L'alesaggio e la corsa erano rispettivamente di 59 mm e 58 mm, che portavano la cilindrata totale a 1902,84 cm³. Il rapporto di compressione era di 8,5:1. La potenza massima eroga dal propulsore era di 125 CV a 6850 giri al minuto.
La distribuzione era formata da un singolo albero a camme in testa che comandava due valvole per cilindro. L'impianto d'alimentazione era fornita da tre carburatori di marca Weber e modello 32 DCF. L'accensione era singola ed il relativo impianto comprendeva due magneti. La lubrificazione era a carter umido, mentre la frizione era monodisco.
Le sospensioni anteriori erano indipendenti, con quadrilateri trasversali e balestra montata nello stesso modo, mentre quelle posteriori erano formate da un ponte rigido, balestre semiellittiche longitudinali e barra stabilizzatrice. Entrambe avevano montato ammortizzatori idraulici. I freni erano a tamburo, mentre la trasmissione era formata da un cambio a cinque rapporti più la retromarcia. Lo sterzo era a vite senza fine e settore dentato.
Il telaio era tubolare in acciaio, mentre la carrozzeria era spider a due posti con ruote scoperte.